# Cercis occidentalis
Cercis occidentalis är en ärtväxtart som beskrevs av Asa Gray. Cercis occidentalis ingår i släktet Cercis och familjen ärtväxter. Inga underarter finns listade i Catalogue of Life.

## Bildgalleri

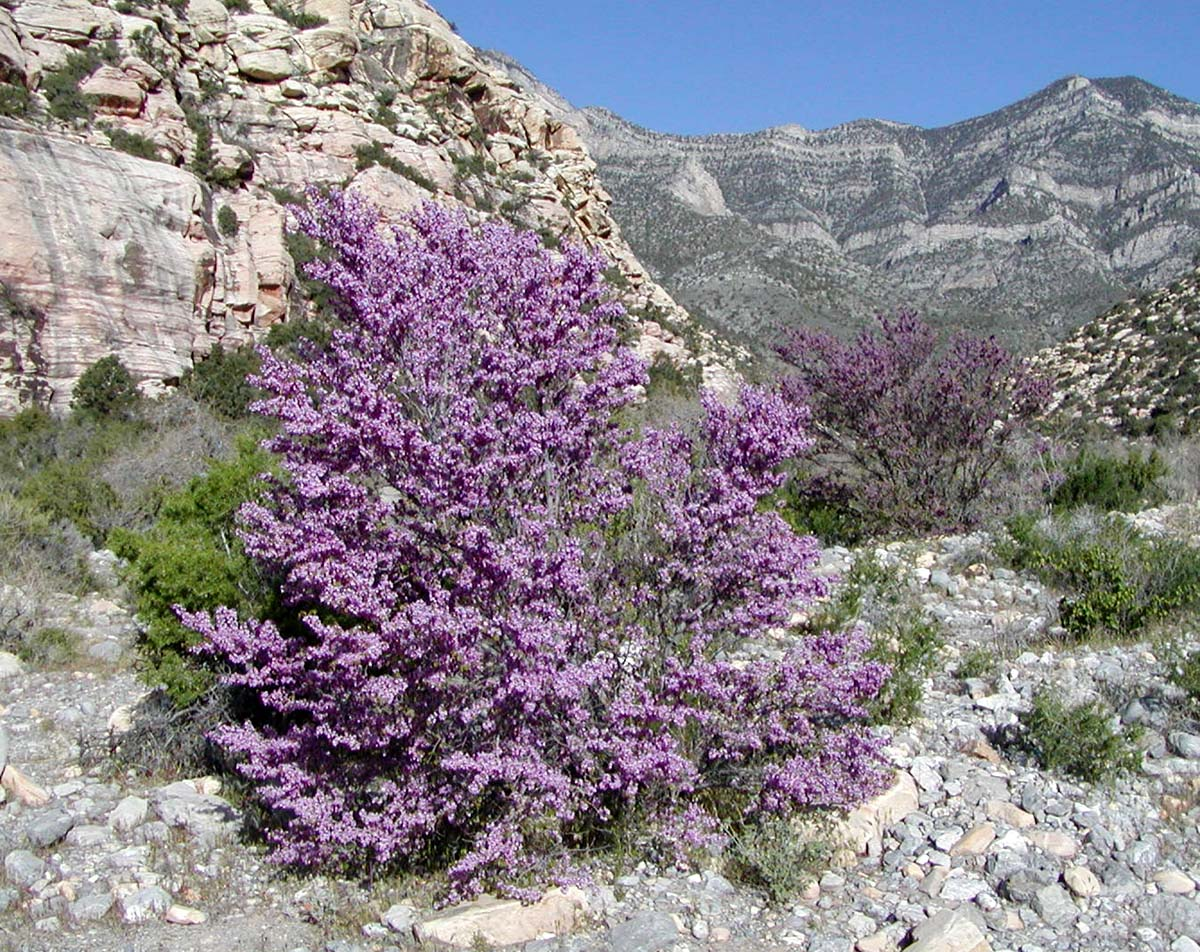
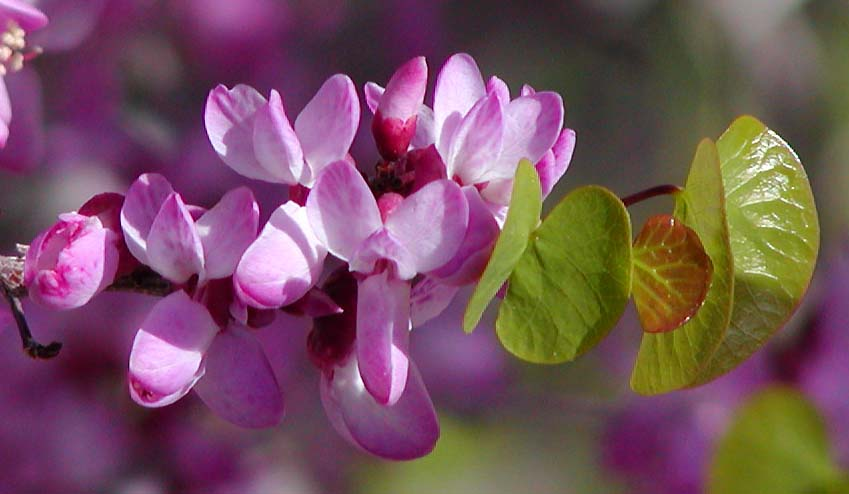
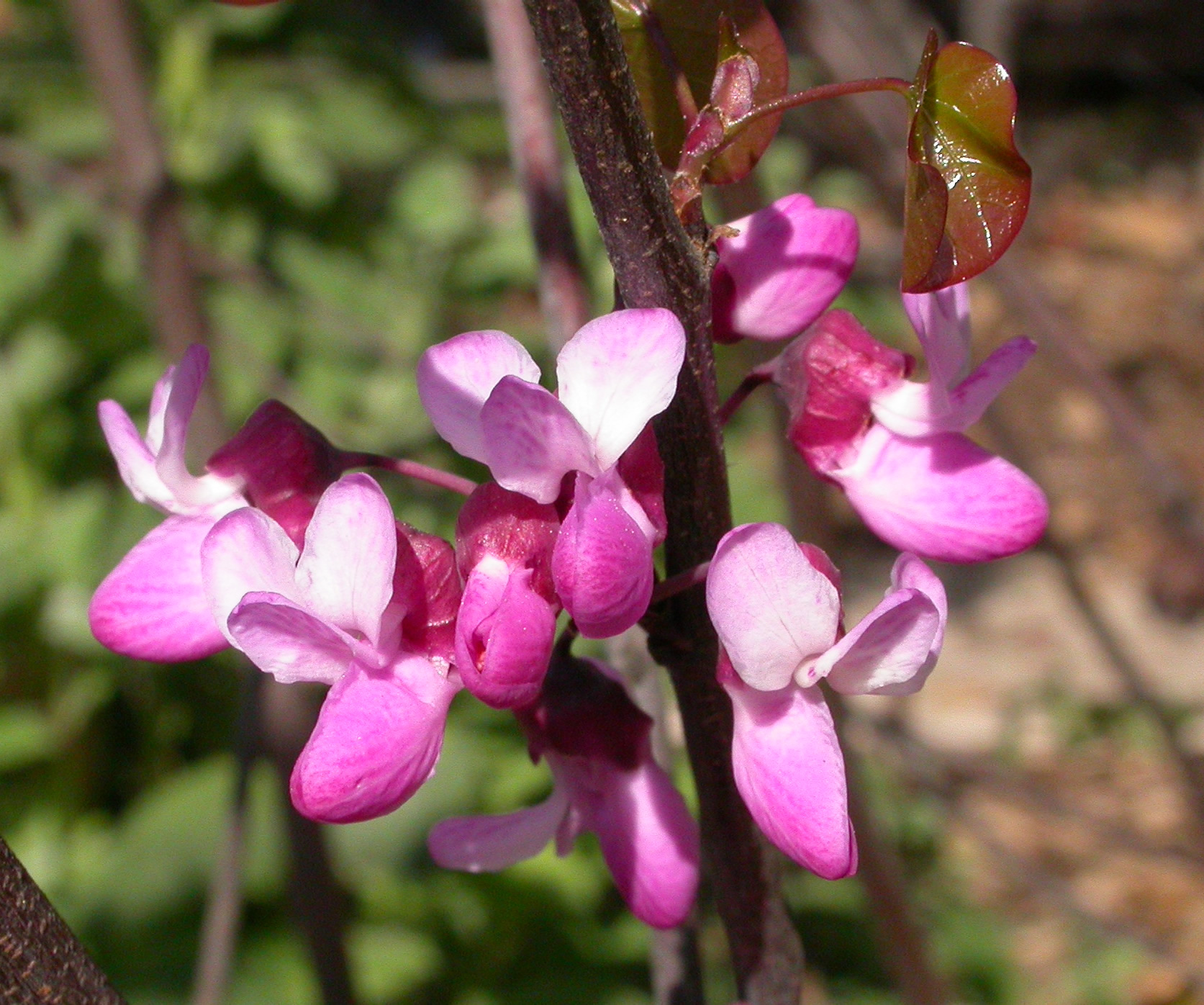
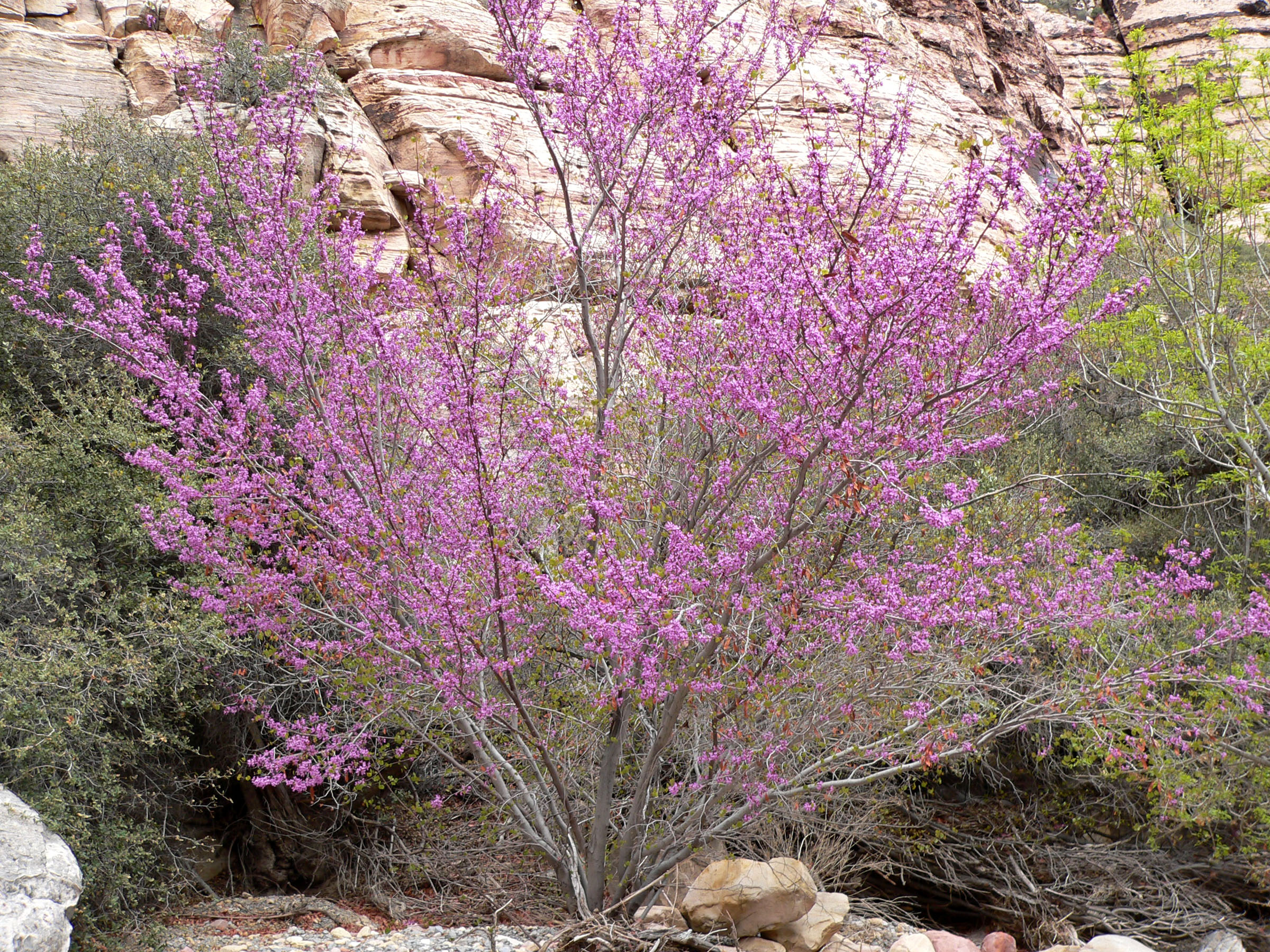